# Territ becadell
El territ becadell (Calidris falcinellus), és un petit ocell limícola de la família dels Escolopàcids. Membre del gènere Calidris; algunes autoritats han proposat la inclusió al gènere Limicola.

## Descripció
Petit limícola amb potes curtes i un bec llarg i prim. Parts superiors fosques, contrastant amb les parts inferiors blanques. L'adult reproductor té les parts superiors de color gris fosc i les parts inferiors blanques amb marques negres al pit. Té una franja pàl·lida al cap i llista superciliar també blanca. S'alimenta de forma pausada. El desplaçament en vol sol ser baix i sovint curt. El patró de cap negre, evident en totes les estacions, és la millor característica per identificar-lo a l'hivern. Es reprodueix en pantans de taigà, normalment a les costes i estuaris.